# Горячинский источник
Горячинский источник — памятник природы, находящийся в селе Горячинск Прибайкальского района Республики Бурятии на восточном побережье озера Байкал в 170 км на север от города Улан-Удэ. Температура воды в источнике доходит до 54,5 °C. Вода слабоминерализованная, сульфатно-натриевая и азотно-кремнистая с содержанием кремнекислоты 77 — 89 мг/л. Памятник имеет рекреационное, научное и оздоровительное значение. На источнике стоит один из старейших курортов Восточной Сибири — «Горячинск», возрастом более 200 лет.
Горячий минеральный источник был обнаружен в 1753 году. В 1767 году источник посетил академик Э. Лаксман. В 1772 году на памятник природы приезжал академик И. Г. Георги, который впервые описал и дал название источнику, им же был проведён первый химический анализ воды. В 1775 году распоряжением иркутского губернатора на выходе воды соорудили примитивную купальню. В 1810—1811 годах недалеко от источника заложен курорт «Туркинские минеральные воды», который в 1920-х годах был переименован в «Горячинск».
Термальный источник имеет два выхода вод. Первый, основной, выход расположен на дне балки и закрыт сверху деревянной постройкой. С этого выхода вода поступает в каптажный колодец и по трубам самотеком идёт в ванные помещения курорта, избыток стекает по канаве в пруд. Второй выход находится рядом с каптажным бассейном. Вся вода со второго выхода стекает в пруд. На источнике есть ещё несколько непостоянных источников.
В 2005—2006 года с источника снимали пробы, начиная с выхода и до впадения минеральных вод в Байкал, всего с девяти точек. Максимальная температура термальных вод была при выходе — 55 °C, далее по ручью вода понижалась на 9 °C. Санитарно-микробиологическое исследование термальной воды Горячинского источника показало, что выход воды, питьевой фонтанчик и ручей рядом с беседкой соответствует санитарным нормам. Дальше в пруду найдено превышение нормы бактерий группы кишечной палочки.
Согласно народным легендам лечебный источник открыл некий охотник, который после одной из таёжных схваток оставил здесь свою израненную собаку. Вернувшись спустя время за собакой, он увидел, что она абсолютна здорова. Заметив следы собаки, уходившие в воду, охотник предположил, что вода имеет лечебные свойства. Тогда он сам погрузился в воду и болезнь, долго мучавшая его, прошла. После этого охотник рассказал о целебном источнике местным жителям и к источнику потянулись люди за исцелением.
Согласно постановлению Совета Министров Бурятской АССР № 18 от 18 января 1984 года термальный источник признан памятником природы и находится под охраной государства.

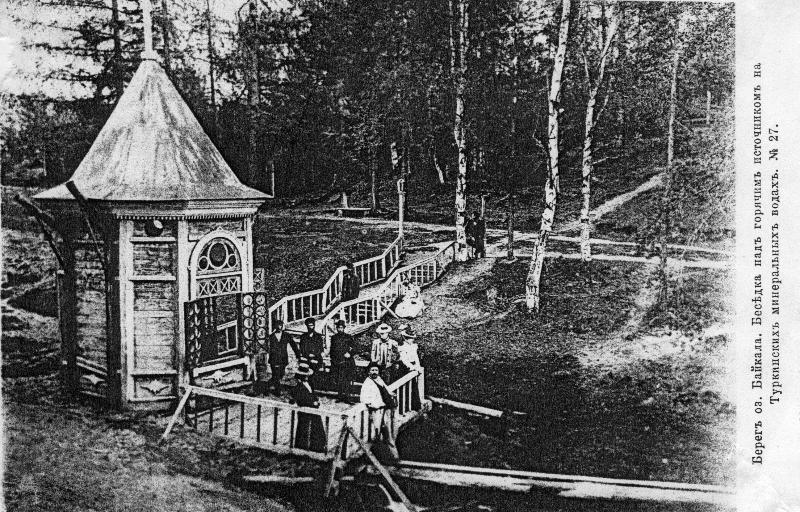
Беседка над горячим источником в 1905 году
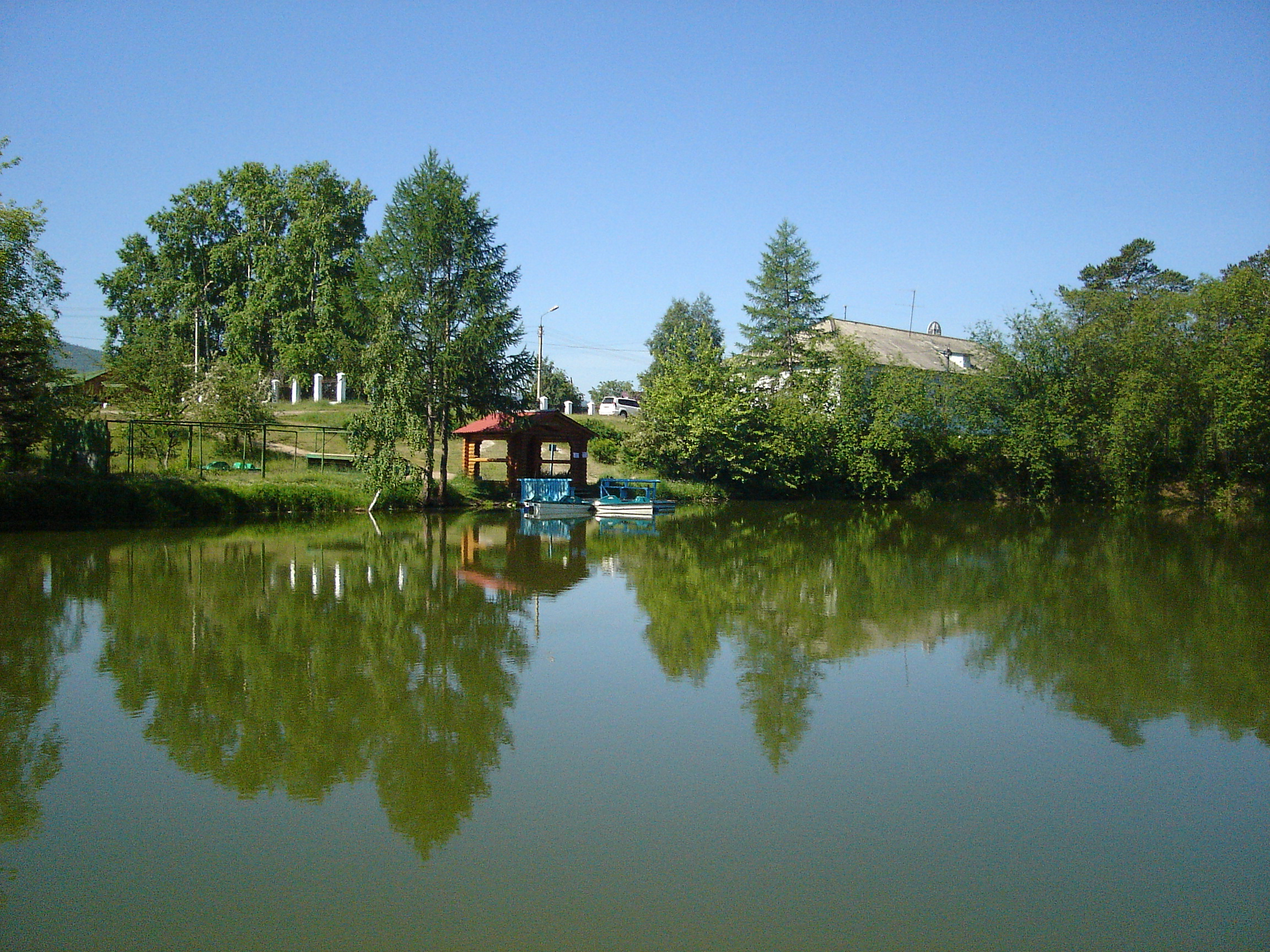
Тёплый пруд на курорте Горячинск
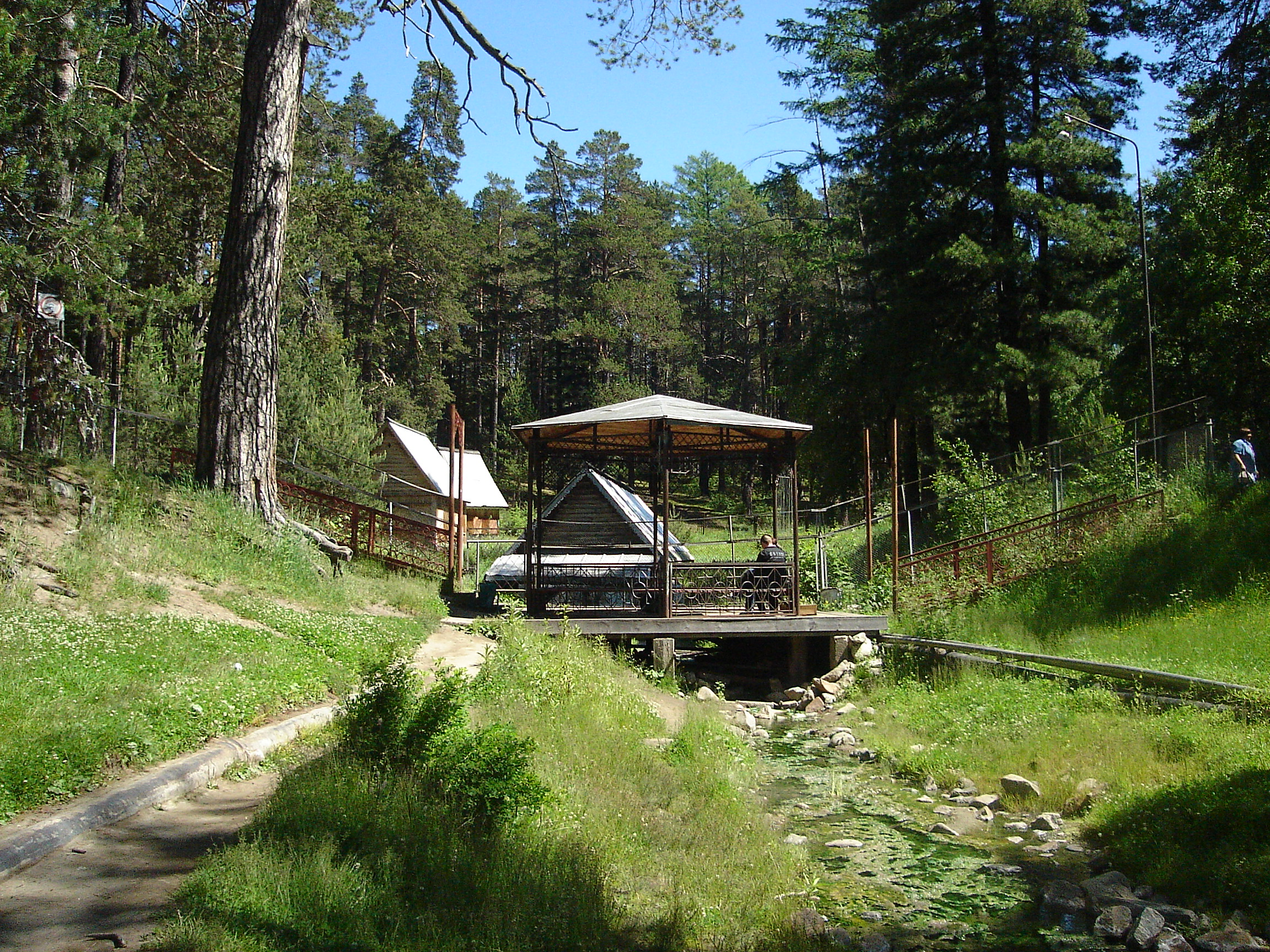
Беседка на источнике в 2010 году